# Dar Nadiji
Dar Nadiji (ukr. Дар Надії) – wieś na Ukrainie, w obwodzie charkowskim, w rejonie berestyńskim, w hromadzie Sachnowszczyna. W 2001 liczyła 313 mieszkańców.